# جمعة هلال
جمعة هلال لاعب كرة قدم بحريني سابق، لعب مع منتخب البحرين لكرة القدم. سجل هلال هدفا في مرمى منتخب الإمارات لكرة القدم في بطولة كأس الخليج 1986

## وفاته
توفي في يوم الثلاثاء 16 فبراير 2021. 